# The Apprentice (película)
The Apprentice (El aprendiz, en español) es una película dramática biográfica dirigida por Ali Abbasi y escrita por Gabriel Sherman. Protagonizada por Sebastian Stan como el presidente de los Estados Unidos Donald Trump, la película examina la carrera del personaje como empresario inmobiliario en Nueva York en las décadas de 1970 y 1980. La película también está protagonizada por Jeremy Strong, Maria Bakalova y Martin Donovan, y tuvo su estreno mundial en el 77º Festival de Cine de Cannes en mayo de 2024.

## Premisa
Ambientada durante los primeros años de la carrera empresarial de Trump, la película se centra principalmente en la relación de Trump con Roy Cohn, un abogado de la ciudad de Nueva York que destacó por trabajar con el senador Joseph McCarthy durante el Segundo Terror Rojo. Se describe como "una narrativa de mentor-protegido que documenta el inicio de una dinastía estadounidense y aborda temas que incluyen el poder, la corrupción y el engaño".

## Argumento
En 1973, un joven Donald Trump, tras señalar a varias personas adineradas a su cita, conoce en un exclusivo restaurante de Nueva York a Roy Cohn, un polémico abogado conocido por procesar a los Rosenberg. Trump se queja de que el gobierno federal está investigando a su padre, el magnate inmobiliario Fred Trump, por discriminación contra inquilinos afroamericanos; Cohn se ofrece a ayudarle. 
Después de que Cohn chantajee al fiscal principal con fotos suyas con un chico de cabaña, el fiscal resuelve el caso por poco, a pesar de las pruebas de discriminación racial. Trump lo celebra y cae aún más en la órbita de Cohn, al que ve como un mentor mejor que su padre. Cohn enseña a Trump a vestir bien y a relacionarse con los medios de comunicación, y le ofrece sus "tres reglas": atacar siempre, no admitir nunca el error y cantar siempre victoria, incluso si es derrotado. Trump asiste a una decadente fiesta de Cohn, donde le descubre en una orgía cuya homosexualidad es un secreto a voces. 
Trump quiere convertir el abandonado Hotel Commodore, cerca de la Grand Central Terminal, en un Hyatt. Cohn, chantajeando a funcionarios con grabaciones de audio, ayuda a Trump a conseguir una desgravación fiscal de 160 millones de dólares para el proyecto, lo que indigna a los defensores de los pobres. Trump no pide permiso a Fred, con quien mantiene una tensa relación, para construir.
Trump desarrolla la lujosa Trump Tower, menospreciando los logros menores de Fred, y los medios de comunicación empiezan a tratarle como un magnate de éxito. Cohn critica a los sindicatos y a las reinas del bienestar, presentándose como guardián del espíritu estadounidense, mientras ataca las normas, la moral y la verdad. Durante la era Reagan, Trump dice que Estados Unidos tiene que ser más fuerte en lugar de ser irrespetado por las naciones extranjeras. Trump y Roger Stone aprueban uno de los eslóganes de Reagan, "Hagamos a América grande otra vez". 
En contra del consejo de Cohn, Trump procede con imprudentes desarrollos inmobiliarios como el Trump Taj Mahal en Atlantic City, causando pérdidas. Fred se avergüenza de su hijo mayor, Fred Jr., por convertirse en piloto de aerolíneas con TWA, considerándolo algo parecido a ser "un conductor de autobús con alas". Fred Jr. entra en una espiral de alcoholismo, pierde su carrera mientras la familia Trump se distancia de su autodestrucción, y finalmente muere, devastando a la familia. Su madre, Mary Anne, agoniza por ello, y por los intentos de Donald de manipular la demencia de su padre para hacerse con el control de la herencia de sus hermanos y pagar así las crecientes deudas. 
Trump conoce a la modelo checa Ivana Zelníčková, consigue que la admitan en su club después de rechazarla, paga sus gastos y la persigue hasta Aspen, Colorado, donde ejerce de modelo, para pedirle una cita. Finalmente se casan. Ella se convierte en una figura influyente en el éxito de la Organización Trump. Sin embargo, Trump se resiente de que Ivana eclipse su éxito y le dice que ya no se siente atraído por ella (aunque no menciona sus diversas aventuras); ella se queja del aumento de pecho que le pidió y le llama gordo. Se pelean y él la viola[a]. Ahora adicto a las anfetaminas para controlar su peso, Donald es disuadido de consumirlas por su médico, con quien discute su obesidad y su calvicie. Trump mantiene relaciones polémicas con el nuevo alcalde, Ed Koch. 
Mientras se enfrenta a la inhabilitación, Cohn contrae el SIDA, pero lo niega públicamente. Su amante Russell también contrae el SIDA y Cohn pide a Trump que aloje a Russell en el Hyatt. Trump acaba echando a Russell, alegando que los huéspedes se quejaron, y se niega a acercarse a Cohn, que reprende a Trump en la calle, llamándole fraude desagradecido. Tras la muerte de Russell, Trump lleva a Cohn a Florida y celebra su cumpleaños. Le regala unos gemelos de diamantes de la marca Trump, pero Ivana le informa durante la cena de que son imitaciones de circonio. Cuando llega la tarta, Roy llora y se levanta de la mesa. Cohn muere en 1986. 
Trump se somete a operaciones de liposucción y reducción del cuero cabelludo. Se reúne con el escritor fantasma de su autobiografía, "The Art of the Deal", y hace suyas las tres reglas de Cohn. Trump reflexiona sobre la posibilidad de convertirse en presidente, habla de la superioridad genética de los ganadores y expone su grandeza mientras contempla el horizonte de Nueva York.

## Reparto
- Sebastian Stan como Donald Trump
- Jeremy Strong como Roy Cohn
- Maria Bakalova como Ivana Trump
- Martin Donovan como Fred Trump
- Catherine McNally como Mary Anne Trump
- Charlie Carrick como Fred Trump Jr.
- Ben Sullivan como Russell Eldridge
- Mark Rendall como Roger Stone
- Joe Pingue como Anthony "Fat Tony" Salerno
- Jim Monaco	como Al Fornicola
- Bruce Beaton como Andy Warhol

## Producción
La película se anunció por primera vez en mayo de 2018 y estaba previsto que Sherman escribiera el guion.En octubre de 2023, se confirmó que Abbasi se uniría a la película como director y, como se informó inicialmente, coguionista.Sin embargo, más tarde se confirmó que Gabriel Sherman sería el único escritor de la película. La película comenzó su rodaje en noviembre de 2023, donde se anunciaron Stan, Strong y Bakalova como los papeles principales.El rodaje finalizó el 28 de enero de 2024.En febrero de 2024, Martin Donovan se unió al elenco interpretando a Fred Trump.

## Estreno
La película se presentó en el Festival de Cine de Cannes 2024, programado para celebrarse del 14 al 25 de mayo de 2024. Se anunció que participaría en la competencia por la Palma de Oro en abril de 2024, junto con otras 18 películas.

## Premios y nominaciones
| Premio                     | Categoría                                                        | Receptores                                     | Resultado | Ref(s) |
| -------------------------- | ---------------------------------------------------------------- | ---------------------------------------------- | --------- | ------ |
| Premios Bafta              | Mejor actor                                                      | Sebastian Stan                                 | Nominado  | [ 11 ] |
| Premios Bafta              | Mejor actor de reparto                                           | Jeremy Strong                                  | Nominado  | [ 11 ] |
| Premios Bafta              | Mejor casting                                                    | Carmen Cuba, Stephanie Gorin                   | Nominado  | [ 11 ] |
| Festival de Cannes         | Palma de Oro                                                     | Ali Abbasi                                     | Nominado  | [ 12 ] |
| Casting Society of America | Mejor casting en una película de estudio o independiente - Drama | Carmen Cuba, Stephanie Gorin, Brendan Wilcocks | Nominados | [ 13 ] |
| Globos de Oro              | Mejor actor en drama                                             | Sebastian Stan                                 | Nominado  | [ 14 ] |
| Globos de Oro              | Mejor actor de reparto                                           | Jeremy Strong                                  | Nominado  | [ 14 ] |
| Premios Oscar              | Mejor actor                                                      | Sebastian Stan                                 | Nominado  | [ 15 ] |
| Premios Oscar              | Mejor actor de reparto                                           | Jeremy Strong                                  | Nominado  | [ 15 ] |
| Independent Spirit Awards  | Mejor dirección                                                  | Ali Abbasi                                     | Nominado  | [ 16 ] |
| Independent Spirit Awards  | Mejor interpretación principal                                   | Sebastian Stan                                 | Nominado  | [ 16 ] |
| Independent Spirit Awards  | Mejor edición                                                    | Olivier Bugge Coutté, Olivia Neergaard-Holm    | Nominado  | [ 16 ] |